# Daniel-Gérard Rouzier
Daniel-Gérard Rouzier (ur. 1960), haitański polityk i biznesmen. 20 maja 2011 desygnowany na stanowisko premiera, nie zdołał stworzyć rządu, jego kandydaturę odrzucił parlament 21 czerwca 2011. 

## Życiorys
Daniel-Gérard Rouzier urodził się w 1960. Jego ojciec, Gérard Raoul Rouzier, był ministrem sportu w czasie prezydentury Jean-Claude'a Duvaliera. Ukończył zarządzanie i księgowość w Dartmouth College oraz Georgetown University w Stanach Zjednoczonych. 
Po studiach rozpoczął działalność w biznesie. Założył i został dyrektorem generalnym firmy Sun Auto, największego na Haiti dealera samochodowego, m.in. takich marek jak General Motors, Honda, Hyundai, Yokohama Rubber Company, General Tire, ACDelco i DuPont. Objął również stanowisko prezesa spółki E-Power, obsługującej 30-megawatową elektrownię w Cité Soleil. Znalazł się w składzie zarządu Societe Financiere Haitienne de Development (SOFHIDES), jednego z haitańskich banków rozwoju, a także w zarządach pierwszego haitańsko-amerykańskiego banku inwestycyjnego PromoCapital oraz Amerykańskiej Izby Handlu na Haiti. 
Objął również funkcję wiceprzewodniczącego haitańskiego oddziału międzynarodowej chrześcijańskiej organizacji pozarządowej Food for the Poor, zajmującej się pomocą żywnościową i edukacją najuboższych warstw społecznych. Jest autorem dwóch książek: "Vision ou Illusion" (2000) oraz "Le Pouvoir des Idées" (2002).
15 maja 2011, dzień po swoim zaprzysiężeniu, prezydent Michel Martelly wyznaczył go, a 20 maja oficjalnie desygnował na stanowisko premiera, powierzając misję sformowania nowego gabinetu. Misji tej Rouzier jednak nie ukończył, gdyż 21 czerwca 2011 jego kandydaturę odrzuciła Izba Deputowanych głosami 42 do 19. Deputowani izby, w której dominowali członkowie opozycyjnej partii INITE, zarzucili mu możliwy konflikt interesów, jako prezesowi jednej z firm realizującej państwowe kontrakty. Prezydent Martelly wyraził rozczarowanie postawą deputowanych, lecz zaakceptował ją.